# Sirochloa parvifolia
Sirochloa parvifolia är en gräsart som först beskrevs av William Munro, och fick sitt nu gällande namn av Soejatmi Dransfield. Sirochloa parvifolia ingår i släktet Sirochloa och familjen gräs. Inga underarter finns listade i Catalogue of Life.